# Hwangsan-myeon, Haenam-gun
Hwangsan-myeon (koreanska: 황산면) är en socken i Sydkorea. Den ligger i kommunen Haenam-gun i provinsen Södra Jeolla, i den södra delen av landet, 340 km söder om huvudstaden Seoul.